# Heddie Nieuwdorp
Heddie Nieuwdorp (Middelburg, 28 maart 1956) is een voormalig Nederlands wielrenner. Hij was voornamelijk actief in criteriums waarvan hij er 19 won. Daarnaast behaalde hij ereplaatsen in etappes van enkele Belgische en Nederlandse wielerkoersen, waaronder de Ronde van Noord-Holland, Omloop van de Kempen, Ronde van Luik, Ronde van Limburg en de Waalse Pijl.
Hoogtepunten in zijn carrière waren een tweede plaats in de negende etappe van de Ronde van Zwitserland (1980) en de overwinning in de vijfde etappe van de Ronde van Spanje (1981). Later in dezelfde Vuelta werd hij nog negende in een bergetappe.
Tegenwoordig is hij ploegleider bij ZRTC Theo Middelkamp.
Hij is de vader van wielrenner Nick Nieuwdorp.

## Erelijst
1977
- 1e in Hulst (Criterium, amateurs)
- 1e in Koewacht (Criterium, amateurs)

1978
- 3e in 3e etappe deel A Ronde van Noord-Holland
- 2e in 8e etappe deel B Omloop van de Kempen

1979
- 1e in Lamswaarde (Criterium, amateurs)
- 1e in Koewacht (Criterium, amateurs)
- 1e in Axel (Criterium, amateurs)
- 2e in 4e etappe Ronde van Luik

1980
- 1e in Kwadendamme (Criterium, profs)
- 2e in 9e etappe deel A Ronde van Zwitserland
- 3e in Daags na de Tour (Criterium)

1981
- 1e in 5e etappe Ronde van Spanje
- 3e in Memorial Fred De Bruyne (Criterium)
- 2e in Ronde van Limburg
- 3e in Grote CPC-Prijs (Criterium)

1982
- 3e in Profronde van Surhuisterveen (Criterium)
- 1e in Grote Kermiskoers (Criterium)
- 3e in Grote CPC-Prijs (Criterium)

1983
- 3e in Omloop Schelde-Durme

1984
- 6e in Nederlands kampioenschap wielrennen op de weg (Elite)
- 1e in Internationaal Pinkstercriterium (Criterium)
- 1e in Valkenburg (Criterium)
- 3e in Zele (C-rit)
- 3e in Waalse Pijl
- 3e in 4e etappe Zes van Rijn en Gouwe

1985
- 2e in 2e etappe Zes van Rijn en Gouwe

1987
- 1e in Yerseke (Criterium, amateurs)
- 4e in Ronde van Midden-Zeeland (Amateurs)
- 1e in Kwadendamme (Criterium, amateurs)
- 1e in Kruiningen (Criterium, amateurs)
- 1e in Tholen (Criterium, amateurs)
- 1e in Middelburg (Criterium, amateurs)
- 1e in Nieuw-Namen (Criterium, amateurs)

1988
- 1e in Yerseke (Criterium, amateurs)
- 1e in Kloosterzande (Criterium, amateurs)
- 1e in Ronde van Midden-Zeeland (Amateurs)

## Resultaten in voornaamste wedstrijden
| Jaar | Ronde van Italië | Ronde van Frankrijk | Ronde van Spanje |
| ---- | ---------------- | ------------------- | ---------------- |
| 1980 |                  |                     | opgave           |
| 1981 |                  |                     | 47e (1)          |
| 1982 |                  |                     | 67e              |
| 1983 |                  |                     |                  |
| 1984 |                  |                     |                  |

| Jaar | Gent-Wevelgem | Amstel Gold Race | Luik-Bast.‑Luik | E3 Harelbeke | Waalse Pijl |
| ---- | ------------- | ---------------- | --------------- | ------------ | ----------- |
| 1980 |               | 66e              |                 |              |             |
| 1981 | 92e           |                  |                 |              | 102e        |
| 1982 |               |                  |                 |              |             |
| 1983 |               |                  |                 | 5e           |             |
| 1984 |               |                  | 26e             |              | ↑           |